# Halim Perdanakusuma

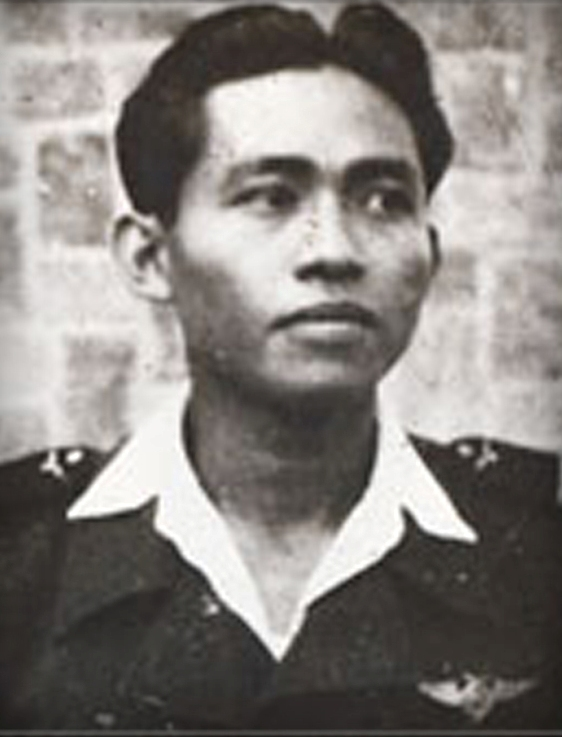
Halim Perdanakusuma

Halim Perdanakusuma (18 november 1922 - 14 december 1947) was een vlieger van de Indonesische luchtmacht.
Tijdens de Indonesische Onafhankelijkheidsoorlog is hij per vliegtuig naar Thailand vertrokken voor wapenaankopen. Op de terugreis is tijdens slecht weer het vliegtuig neergestort ergens in Maleisië bij Lumut in Perak.
Hij werd daar begraven, maar later herbegraven op de erebegraafplaats Kalibata bij Jakarta.
In 1975 werd hij geëerd met de titel Nationale held van Indonesië.
Een van de twee internationale luchthavens van Jakarta, Halim Perdanakusuma, is naar hem genoemd.